# 3755 Lecointe
3755 Lecointe este un asteroid din centura principală, descoperit pe 19 septembrie 1950 de Sylvain Arend.